# Rino Albertarelli
Rino Albertarelli (né le 8 juin 1908 à Césène, en Émilie-Romagne, Italie - mort le 21 septembre 1974) était un auteur de bande dessinée et illustrateur italien.

## Biographie
Parti s'installer à Milan en 1928, Rino Albertarelli commence à travailler pour divers magazines comme Il Balilla, Viaggi e Avventure ou Il Cartoccino dei Piccoli (qu'il dirige de 1933 à 1935). L'année suivante, ses premières bandes dessinées sont publiées dans Argento Vivo (I Pirati del Pacifico) et L'Audace (Big Bill et Capitan Fortuna). En 1937, il entame sa collaboration avec les magazines Mondadori et crée Kit Carson, Dottor Faust et Ginno e Gianni. 
Après la guerre, il continue à travailler comme illustrateur, de romans ou de fumetti érotiques et finit par abandonner la bande dessinée dans les années 1950. Il y revient en 1973 avec I Protagonisti, des biographies de héros du Far-West. Sa mort, inattendue, met fin à la série. Les derniers épisodes sont néanmoins dessinés par Sergio Toppi.

## Œuvres
- Nombreuses publications dans des petits formats.
- Moby Dick, d'après l'œuvre d'Herman Melville, Vedette, 1955

## Prix
- 1974 :  Prix Yellow-Kid spécial remis par les festivaliers du festival de Lucques, pour l'ensemble de son œuvre